# Olivier Pla

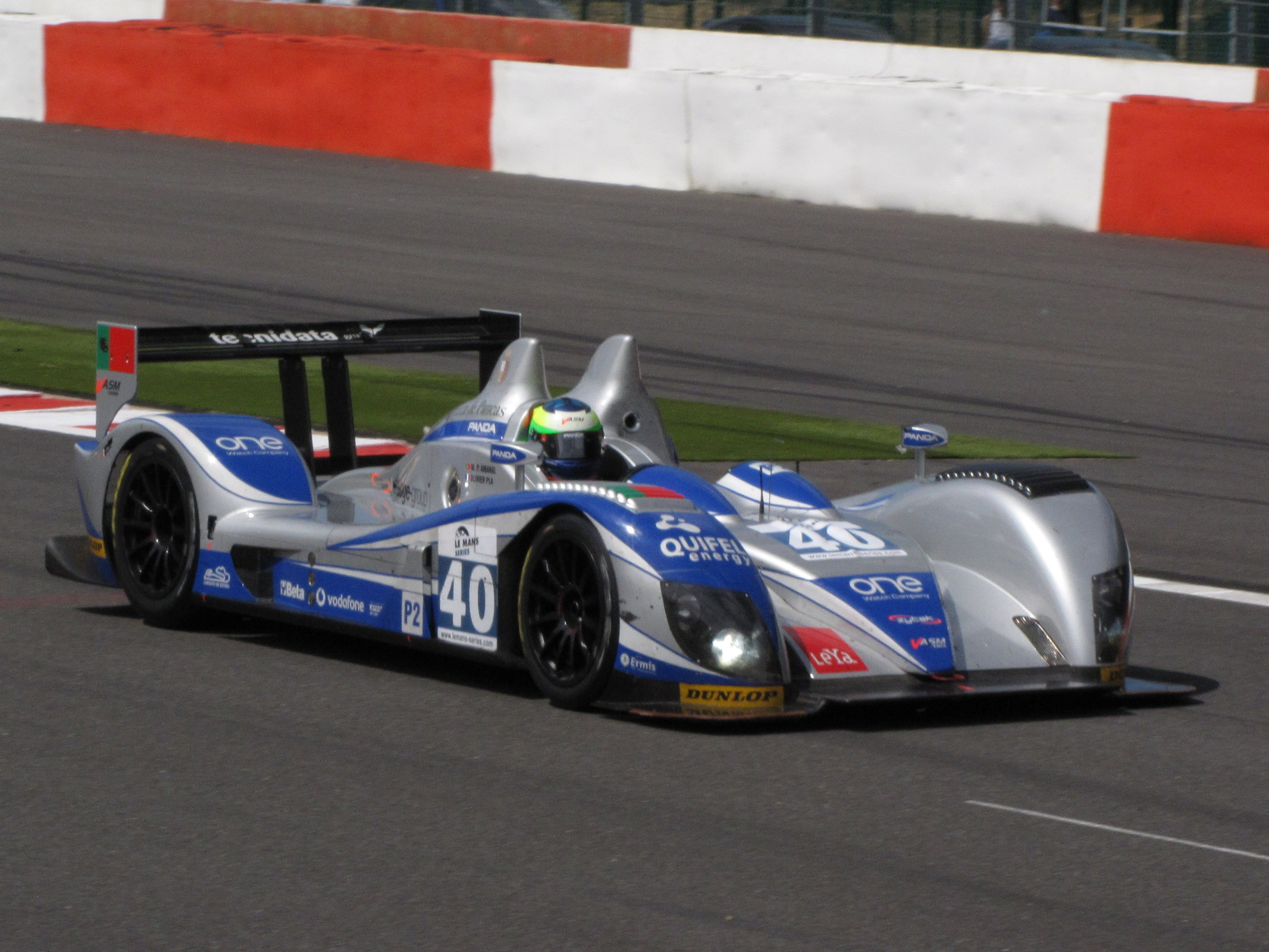
Olivier a 2009-es Spa-i 1000 kilométeres versenyen

Olivier Pla (Toulouse, 1981. október 22. –) francia autóversenyző.

## Pályafutása
2000-ben a harmadik helyen zárta a francia Formula–Renault Campus sorozatot. Az ezt követő két évben hazája formula–3-as bajnokságában szerepelt. A 2001-es szezont a nyolcadik helyen zárta, majd a 2002-es idényben két futamgyőzelmet szerzett, valamint további hétszer volt dobogós. A pontversenyt a harmadik helyen zárta.
2002-ben megnyerte a Korea Super Prix futamot, továbbá második lett a Masters of Formula 3-as viadalon.
2003-ban a Formula-3 Euroseries futamain vett részt. Végül Ryan Briscoe és Christian Klien mögött a harmadik helyen zárta az összetett értékelést. 2004-ben a World Series by Nissan sorozatban versenyzett. Egy futamgyőzelemmel kilencedikként zárta a szezont.
2005 és 2007 között a GP2-széria résztvevője volt. A sorozat első évében, a 2005-ös szezonban Olivier két győzelmet szerzett. Megnyerte a brit és a német nagydíj sprintversenyét. Az összetett végül a tizenharmadik pozícióban zárta. A 2006-os szezon tizenegy futamán állt rajthoz, ám pontot egy alkalommal sem szerzett. 2007-ben mindössze a spanyol nagydíj két futamán vett részt, ám ezek egyikén sem ért célba pontot érő helyen.
2008-tól a formulaautós versenyek helyett leginkább hosszútávú versenyeken vesz részt. 2008-ban és 2009-ben a Le Mans széria több versenyén indult, valamint mind a két évben rajthoz állt a Le Mans-i 24 órás futamon.

## Eredményei

### Teljes GP2-es eredménysorozata
(Táblázat értelmezése)

(Félkövér: pole-pozícióból indult; dőlt: leggyorsabb kört futott) 

| Év   | Csapat             | 1          | 2          | 3          | 4          | 5          | 6          | 7           | 8          | 9          | 10        | 11        | 12         | 13        | 14        | 15         | 16         | 17         | 18         | 19         | 20         | 21         | 22         | 23         | Helyezés | Pont |
| ---- | ------------------ | ---------- | ---------- | ---------- | ---------- | ---------- | ---------- | ----------- | ---------- | ---------- | --------- | --------- | ---------- | --------- | --------- | ---------- | ---------- | ---------- | ---------- | ---------- | ---------- | ---------- | ---------- | ---------- | -------- | ---- |
| 2005 | David Price Racing | SMR FEA 9  | SMR SPR 5  | ESP FEA Ki | ESP SPR Ki | MON FEA 9  | EUR FEA Ki | EUR SPR 8   | FRA FEA Ki | FRA SPR 9  | GBR FEA 8 | GBR SPR 1 | GER FEA 8  | GER SPR 1 | HUN FEA 7 | HUN SPR Ki | TUR FEA 9  | TUR SPR 17 | ITA FEA Ki | ITA SPR Ki | BEL FEA 11 | BEL SPR 10 | BHR FEA Ki | BHR SPR Ni | 13.      | 20   |
| 2006 | DPR Direxiv        | VAL FEA 10 | VAL SPR 15 | SMR FEA Ki | SMR SPR Ki | EUR FEA 15 | EUR SPR Ki | ESP FEA Kiz | ESP SPR 20 | MON FEA Ki | GBR FEA   | GBR SPR   | FRA FEA 16 | FRA SPR 9 | GER FEA   | GER SPR    | HUN FEA    | HUN SPR    | TUR FEA    | TUR SPR    | ITA FEA    | ITA SPR    |            |            |          | 0    |
| 2007 | David Price Racing | BHR FEA    | BHR SPR    | ESP FEA    | ESP SPR    | MON FEA    | FRA FEA    | FRA SPR     | GBR FEA    | GBR SPR    | EUR FEA   | EUR SPR   | HUN FEA    | HUN SPR   | TUR FEA   | TUR SPR    | ITA FEA Ki | ITA SPR 13 | BEL FEA    | BEL SPR    | VAL FEA    | VAL SPR    |            |            |          | 0    |

### Le Mans-i 24 órás autóverseny
| Év   | Csapat          | Autó                  | Csapattárs    | Csapattárs | Helyezés |
| ---- | --------------- | --------------------- | ------------- | ---------- | -------- |
| 2008 | Quifel ASM Team | Lola B05/40           | Miguel Amaral | Guy Smith  | 20.      |
| 2009 | Quifel ASM Team | Ginetta-Zytek GZ09S/2 | Miguel Amaral | Guy Smith  | Kiesett  |